# Eve Ember
Eve Ember (19 de septiembre de 1988) es una deportista australiana que compitió en taekwondo. Ganó dos medallas en el Campeonato de Oceanía de Taekwondo en los años 2012 y 2016.

## Palmarés internacional
| Campeonato de Oceanía | Campeonato de Oceanía  | Campeonato de Oceanía | Campeonato de Oceanía |
| Año                   | Lugar                  | Medalla               | Categoría             |
| --------------------- | ---------------------- | --------------------- | --------------------- |
| 2012                  | Gold Coast (Australia) | Medalla de plata      | +67 kg                |
| 2016                  | Suva (Fiyi)            | Medalla de bronce     | +67 kg                |